# Katie MacAlister
Katie MacAlister (* als Marthe Arends im August 1969 in Umkreis Seattle, Washington) ist eine US-amerikanische Autorin, welche historische, zeitgenössische und paranormale Romanzen schreibt.
Sie veröffentlicht vorwiegend unter den Namen Katie Maxwell und Marthe Arends. Ihre Bücher sind regelmäßig mit anglophilen Einflüssen versehen und enthalten oft eine Heldin mit starkem männlichen Gegenpart. Sie steht auf der New-York-Times-Bestsellerliste und hat bereits als Vogelkäfig-Reinigerin, Wellenlöterin, Fortran-Programmiererin und Verkäuferin bei Harrods gearbeitet. Katie war über 20 Jahre verheiratet, bevor ihr Mann im Juli 2012 bei einem Autounfall starb. Heute lebt sie allein mit ihren Hunden und verbringt sehr viel Zeit im Internet auf der Suche nach Eindrücken für ihre nächste Geschichte. Sie ist Mitglied der Schriftstellervereinigung Romance Writers of America.

## Bibliographie

### Dragon Love-Serie
Diese humorvollen, paranormalen und erotikbetonten Thriller erzählen von Aisling Grey, Hüterin, Drachengefährtin und eine Dämonenfürstin. Alle diese Dinge auseinanderzuhalten, ist für Aisling nicht immer einfach. Vor allem seit sie Drake kennt, einen Drachen, der sie als seine Frau in einer wilden Ehe betrachtet.
1. Feuer und Flamme für diesen Mann, Verlag: Lyx, Februar 2009 (You Slay Me), ISBN 978-3-8025-8149-6
2. Manche liebens heiß, Verlag: Lyx, Juli 2009 (Fire Me Up), ISBN 978-3-8025-8150-2
3. Rendezvous am Höllentor, Verlag: Lyx, Dezember 2009 (Light My Fire), ISBN 978-3-8025-8151-9
4. Höllische Hochzeitsglocken, Verlag: Lyx, Juni 2010 (Holy Smokes), ISBN 978-3-8025-8321-6

### Silver Dragons-Serie
Diese humorvollen, paranormalen und erotikbetonten Thriller erzählen von May Nothcott, welche eine gebundene Doppelgängerin des Dämonenlords Margoth ist, die Drachengefährtin der Silberdrachen, und ihrem Zwilling Cyrene eine Najade.
1. Ein brandheißes Date, Verlag: Lyx, Januar 2011 (Playing with Fire), ISBN 978-3-8025-8390-2
2. Viel Rauch um Nichts, Verlag: Lyx, Mai 2011 (Up in Smoke, 2009), ISBN 978-3-8025-8391-9
3. Drachen lieben heisser, Verlag: Lyx, Dezember 2011 (Me and my Shadow, 2009), ISBN 978-3-8025-8392-6

### Light Dragons-Serie
Die Fortsetzung der Silver Dragons-Serie.
1. Drache wider Willen, Verlag: Egmont Verlagsgesellschaft, Januar 2013 (Love in the Time of Dragons, Mai 2010), ISBN 978-3-8025-8663-7
2. Eine feurige Angelegenheit, Verlag: Lyx, Juli 2013 (The Unbearable Lightness of Dragons, Mai 2011), ISBN 978-3-8025-8664-4
3. Heiß geküsst, Verlag: Egmont LYX, Februar 2014 (Sparks Fly, 2012), ISBN 978-3-8025-9249-2

### Black Dragons-Serie
1. Ein Flirt mit dem Feuer, Verlag: Egmont Lyx, Juli 2016 (Dragon Fall, Juli 2015) ISBN 978-3-7363-0188-7
2. Wo Rauch ist, ist auch Liebe, Verlag: Egmont Lyx, November 2016 (Dragon Storm, Dezember 2015) ISBN 978-3-7363-0274-7
3. Wer holt die Küsse aus dem Feuer?, Verlag: Egmont Lyx, Juni 2017 (Dragon Soul, März 2016) ISBN 978-3-7363-0276-1
4. Gib dem Herzen Zunder, Verlag: Egmont Lyx, März 2017, ISBN 978-3-7363-0510-6

### Vampir-Serie (The Dark Ones)
1. Blind Date mit einem Vampir, Verlag: Egmont vgs, Februar 2008 (A Girl's Guide To Vampires, 2003), ISBN 978-3-8025-8138-0
2. Kein Vampir für eine Nacht, Verlag: Egmont vgs, August 2008 (Sex and the Single Vampire, 2004), ISBN 978-3-8025-8139-7
3. Küsst du noch oder beisst du schon?, Verlag: Egmont Lyx, April 2008 (Sex, Lies, and Vampires, 2005), ISBN 978-3-8025-8140-3
4. Vampir im Schottenrock, Verlag: Egmont vgs, Oktober 2008 (Even Vampires Get the Blues, 2006), ISBN 978-3-8025-8176-2
5. Vampire sind zum Küssen da, Verlag: Egmont vgs, Januar 2009 (The Last of the Red Hot Vampires, 2007), ISBN 978-3-8025-8209-7
6. Ein Vampir kommt selten allein, Verlag: Egmont Lyx, August 2009 (Zen and the Art of Vampires, 2008), ISBN 978-3-8025-8227-1
7. Vampire lieben gefährlich, Verlag: Lyx, März 2010 (Crouching Vampire, Hidden Fang, 2009), ISBN 978-3-8025-8316-2
8. Ein Vampir in schlechter Gesellschaft, Verlag: Lyx, Januar 2012 (In the Company of Vampires, November 2010), ISBN 978-3-8025-8605-7
9. Ein Vampir liebt auch zweimal, Verlag: Lyx, September 2012 (Much Ado About of Vampires, Oktober 2011), ISBN 978-3-8025-8796-2
10. Keine Zeit für Vampire, Verlag: Lyx, April 2013 (A Tale of Two Vampires, November 2012), ISBN 978-3-8025-9075-7
11. Ein Vampir um jeden Preis, Verlag: Lyx, Juni 2018 (The Vampire always Rises), ISBN 978-3-7363-0701-8

Hörbücher der Bände 1–7 sind im Jahr 2011 im Argon-Verlag (Berlin) erschienen.

### Time Thief-Serie
1. Keine Zeit für Traummänner, Verlag: Egmont LYX, Juni 2014 (Time Thief, 2013), ISBN 978-3-8025-9409-0
2. Kommt Zeit, kommt Liebe, Verlag: Egmont LYX, Dezember 2014 (Time Thief, 2014), ISBN 978-3-8025-9545-5

### Zeitgenössisch
- Improper English (Im Deutschen als E-Book: Liebe lieber britisch, dp DIGITAL PUBLISHERS 2019)
- It's all Greek to me (Im Deutschen als E-Book: (K)ein Milliardär für eine Nacht, dp DIGITAL PUBLISHERS 2019)
- Men in Kilts
- The Corset Diaries
- A Hard Day's Knight
- Blow Me Down

### Paranormal
- Just One Sip

### Historische Romane

#### Nobles Reihe
1. Ein Lord mit besten Absichten, Verlag: Egmont LYX, November 2013 (Noble Intentions, 2002), ISBN 978-3-8025-9260-7
2. Ein fast perfekter Bräutigam, Verlag: Egmont LYX, April 2014 (Noble Destiny, 2003), ISBN 978-3-8025-9292-8
3. Eine Ehe mit kleinen Hindernissen, Verlag: Egmont Lyx, Oktober 2014 (The Trouble With Harry), ISBN 978-3-8025-9499-1
4. Prinzessin ohne Furcht und Tadel, Verlag: Egmont Lyx, August 2015, ISBN 978-3-8025-9761-9

### Anthologien
- Bring Out Your Dead in Just One Sip
- Bird of Paradise in Heat Wave

## Marthe Arends
- The Lion's Shadow

## Katie Maxwell
Unter dem Pseudonym Katie Maxwell schreibt sie bevorzugt Jugendbücher.

### Gothic
- Circus of the Darned
- Got fangs?

### Emily Serie
- Life, Love, and the Pursuit of Hotties
- Taming of the Dru
- What's French for "ew"?
- They wear what under their Kilts?
- The Year my Life went down the Loo

### Sonstige
- EYELINER OF THE GODS